# Zoltán Kelemen (gymnastique)
Pour les articles homonymes, voir Kelemen et Zoltán Kelemen.
Zoltán Kelemen est un gymnaste artistique hongrois, né le 4 octobre 1958 à Budapest.

## Biographie
Zoltán Kelemen est médaillé de bronze du concours général par équipe aux Jeux olympiques d'été de 1980 à Moscou, avec ses coéquipiers Ferenc Donáth, György Guczoghy, Péter Kovács, Zoltán Magyar et István Vámos.